# Dubréka (Präfektur)

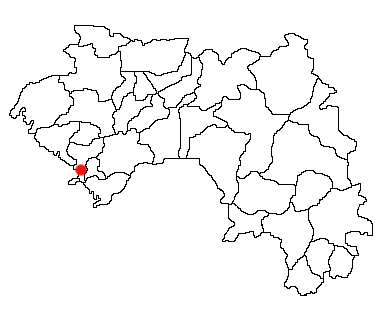
Lage von Stadt und Präfektur Dubréka in Guinea

Dubréka ist eine Präfektur in der Region Kindia in Guinea mit etwa 131.000 Einwohnern. Wie alle guineischen Präfekturen ist sie nach ihrer Hauptstadt, Dubréka, benannt.

## Geographie
Die Präfektur liegt im Westen des Landes an der Atlantikküste, verfügt über Mangrovensümpfe und umfasst eine Fläche von 5.676 km². Früher gehörte sie zur Präfektur Coyah.
Auf dem Gebiet der heutigen Präfektur befand sich vor und während Kolonialzeit das Königreich Kapitaï der Baga. Khabitaye ist heute ein Nationalpark mit 4.900 Hektar, Kapitaïs ehemalige Hauptstadt Yatiya gehört zur Unterpräfektur Khorira.